# 15e étape du Tour de France 2018
Pour un article plus général, voir Tour de France 2018.
La 15e étape du Tour de France 2018 se déroule le dimanche 22 juillet 2018 de Millau à Carcassonne, sur une distance de 181,5 kilomètres.

## Parcours
Longue de 181,5 kilomètres, cette étape part de Millau, dans l'Aveyron, et arrive à Carcassonne, dans l'Aude. Son parcours accidenté, comptant trois côtes de troisième, deuxième et première catégories du sud du Massif central, en fait une étape promise aux baroudeurs.
La première difficulté, la côte de Luzençon (3e catégorie, 3,1 km à 5,9%), intervient dès le début d'étape, dans les Grands Causses. La course poursuit ensuite sa route vers le sud, passant par Saint-Affrique et Belmont-sur-Rance. Le col de Sié, dont l'ascension est classée en deuxième catégorie (10,2 km à 4,9%), marque le passage dans le département du Tarn au 65e kilomètre. Le parcours traverse le parc naturel régional du Haut-Languedoc pour descendre à Mazamet, où est situé le sprint intermédiaire du jour (122e km). Peu après débute l'ascension du pic de Nore, dans la montagne Noire (première catégorie, 12,3 km à 6,3%), inédite sur le Tour de France. Les coureurs passent alors dans le département de l'Aude. La descente, longue et technique, dans la vallée de la Clamoux, mène à Carcassonne,,.

## Résultats

### Classement de l'étape
| Classement de la 15e étape | Classement de la 15e étape | Classement de la 15e étape | Classement de la 15e étape | Classement de la 15e étape |
|                            | Coureur                    | Pays                       | Équipe                     | Temps                      |
| -------------------------- | -------------------------- | -------------------------- | -------------------------- | -------------------------- |
| 1er                        | Magnus Cort Nielsen        | Danemark                   | Astana                     | en 4 h 25 min 52 s         |
| 2e                         | Ion Izagirre               | Espagne                    | Bahrain-Merida             | + 0 s                      |
| 3e                         | Bauke Mollema              | Pays-Bas                   | Trek-Segafredo             | + 2 s                      |
| 4e                         | Michael Valgren            | Danemark                   | Astana                     | + 29 s                     |
| 5e                         | Toms Skujiņš               | Lettonie                   | Trek-Segafredo             | + 34 s                     |
| 6e                         | Domenico Pozzovivo         | Italie                     | Bahrain-Merida             | + 34 s                     |
| 7e                         | Lilian Calmejane           | France                     | Direct Énergie             | + 34 s                     |
| 8e                         | Rafał Majka                | Pologne                    | Bora-Hansgrohe             | + 37 s                     |
| 9e                         | Nikias Arndt               | Allemagne                  | Sunweb                     | + 2 min 31 s               |
| 10e                        | Julien Bernard             | France                     | Trek-Segafredo             | + 2 min 38 s               |
| modifier                   |                            |                            |                            |                            |

### Points attribués
| Sprint intermédiaire Mazamet (km 121,5) | Sprint intermédiaire Mazamet (km 121,5) | Sprint intermédiaire Mazamet (km 121,5) | Sprint intermédiaire Mazamet (km 121,5) | Sprint intermédiaire Mazamet (km 121,5) |
| --------------------------------------- | --------------------------------------- | --------------------------------------- | --------------------------------------- | --------------------------------------- |
|                                         | Coureur                                 | Pays                                    | Équipe                                  | Point(s)                                |
| 1er                                     | Julien Bernard                          | France                                  | Trek-Segafredo                          | 20                                      |
| 2e                                      | Fabien Grellier                         | France                                  | Direct Énergie                          | 17                                      |
| 3e                                      | Peter Sagan                             | Slovaquie                               | Bora-Hansgrohe                          | 15                                      |
| 4e                                      | Greg Van Avermaet                       | Belgique                                | BMC Racing                              | 13                                      |
| 5e                                      | Paweł Poljański                         | Pologne                                 | Bora-Hansgrohe                          | 11                                      |
| 6e                                      | Rafał Majka                             | Pologne                                 | Bora-Hansgrohe                          | 10                                      |
| 7e                                      | Daryl Impey                             | Afrique du Sud                          | Mitchelton-Scott                        | 9                                       |
| 8e                                      | Arthur Vichot                           | France                                  | Groupama-FDJ                            | 8                                       |
| 9e                                      | Damien Howson                           | Australie                               | Mitchelton-Scott                        | 7                                       |
| 10e                                     | Silvan Dillier                          | Suisse                                  | AG2R La Mondiale                        | 6                                       |
| 11e                                     | Imanol Erviti                           | Espagne                                 | Movistar                                | 5                                       |
| 12e                                     | Sonny Colbrelli                         | Italie                                  | Bahrain-Merida                          | 4                                       |
| 13e                                     | Daniele Bennati                         | Italie                                  | Movistar                                | 3                                       |
| 14e                                     | Romain Sicard                           | France                                  | Direct Énergie                          | 2                                       |
| 15e                                     | Magnus Cort Nielsen                     | Danemark                                | Astana                                  | 1                                       |
| modifier                                |                                         |                                         |                                         |                                         |

| Arrivée d'étape Carcassonne (km 181,5) | Arrivée d'étape Carcassonne (km 181,5) | Arrivée d'étape Carcassonne (km 181,5) | Arrivée d'étape Carcassonne (km 181,5) | Arrivée d'étape Carcassonne (km 181,5) |
| -------------------------------------- | -------------------------------------- | -------------------------------------- | -------------------------------------- | -------------------------------------- |
|                                        | Coureur                                | Pays                                   | Équipe                                 | Point(s)                               |
| 1er                                    | Magnus Cort Nielsen                    | Danemark                               | Astana                                 | 30                                     |
| 2e                                     | Ion Izagirre                           | Espagne                                | Bahrain-Merida                         | 25                                     |
| 3e                                     | Bauke Mollema                          | Pays-Bas                               | Trek-Segafredo                         | 22                                     |
| 4e                                     | Michael Valgren                        | Danemark                               | Astana                                 | 19                                     |
| 5e                                     | Toms Skujiņš                           | Lettonie                               | Trek-Segafredo                         | 17                                     |
| 6e                                     | Domenico Pozzovivo                     | Italie                                 | Bahrain-Merida                         | 15                                     |
| 7e                                     | Lilian Calmejane                       | France                                 | Direct Énergie                         | 13                                     |
| 8e                                     | Rafał Majka                            | Pologne                                | Bora-Hansgrohe                         | 11                                     |
| 9e                                     | Nikias Arndt                           | Allemagne                              | Sunweb                                 | 9                                      |
| 10e                                    | Julien Bernard                         | France                                 | Trek-Segafredo                         | 7                                      |
| 11e                                    | Greg Van Avermaet                      | Belgique                               | BMC Racing                             | 6                                      |
| 12e                                    | Niki Terpstra                          | Pays-Bas                               | Quick-Step Floors                      | 5                                      |
| 13e                                    | Daniele Bennati                        | Italie                                 | Movistar                               | 4                                      |
| 14e                                    | Fabien Grellier                        | France                                 | Direct Énergie                         | 3                                      |
| 15e                                    | Paweł Poljański                        | Pologne                                | Bora-Hansgrohe                         | 2                                      |
| modifier                               |                                        |                                        |                                        |                                        |

|   | Coureur             | Pays     | Équipe         | Bonifications |
| - | ------------------- | -------- | -------------- | ------------- |
| 1 | Magnus Cort Nielsen | Danemark | Astana         | 10 s          |
| 2 | Ion Izagirre        | Espagne  | Bahrain-Merida | 6 s           |
| 3 | Bauke Mollema       | Pays-Bas | Trek-Segafredo | 4 s           |

### Cols et côtes
| Côte de Luzençon (km 9) 3e catégorie (3,1 km à 5,9%) | Côte de Luzençon (km 9) 3e catégorie (3,1 km à 5,9%) | Côte de Luzençon (km 9) 3e catégorie (3,1 km à 5,9%) | Côte de Luzençon (km 9) 3e catégorie (3,1 km à 5,9%) | Côte de Luzençon (km 9) 3e catégorie (3,1 km à 5,9%) |
| ---------------------------------------------------- | ---------------------------------------------------- | ---------------------------------------------------- | ---------------------------------------------------- | ---------------------------------------------------- |
|                                                      | Coureur                                              | Pays                                                 | Équipe                                               | Point(s)                                             |
| 1er                                                  | Julian Alaphilippe                                   | France                                               | Quick-Step Floors                                    | 2                                                    |
| 2e                                                   | Daniel Martínez                                      | Colombie                                             | EF Education First-Drapac                            | 1                                                    |
| modifier                                             |                                                      |                                                      |                                                      |                                                      |

| Col de Sié (km 64,5) 2e catégorie (10,2 km à 4,9%) | Col de Sié (km 64,5) 2e catégorie (10,2 km à 4,9%) | Col de Sié (km 64,5) 2e catégorie (10,2 km à 4,9%) | Col de Sié (km 64,5) 2e catégorie (10,2 km à 4,9%) | Col de Sié (km 64,5) 2e catégorie (10,2 km à 4,9%) |
| -------------------------------------------------- | -------------------------------------------------- | -------------------------------------------------- | -------------------------------------------------- | -------------------------------------------------- |
|                                                    | Coureur                                            | Pays                                               | Équipe                                             | Point(s)                                           |
| 1er                                                | Lilian Calmejane                                   | France                                             | Direct Énergie                                     | 5                                                  |
| 2e                                                 | Serge Pauwels                                      | Belgique                                           | Dimension Data                                     | 3                                                  |
| 3e                                                 | Toms Skujiņš                                       | Lettonie                                           | Trek-Segafredo                                     | 2                                                  |
| 4e                                                 | Arthur Vichot                                      | France                                             | Groupama-FDJ                                       | 1                                                  |
| modifier                                           |                                                    |                                                    |                                                    |                                                    |

| \| Pic de Nore (km 140) 1re catégorie (12,3 km à 6,3%) \| Pic de Nore (km 140) 1re catégorie (12,3 km à 6,3%) \| Pic de Nore (km 140) 1re catégorie (12,3 km à 6,3%) \| Pic de Nore (km 140) 1re catégorie (12,3 km à 6,3%) \| Pic de Nore (km 140) 1re catégorie (12,3 km à 6,3%) \| \| --------------------------------------------------- \| --------------------------------------------------- \| --------------------------------------------------- \| --------------------------------------------------- \| --------------------------------------------------- \| \| \| Coureur \| Pays \| Équipe \| Point(s) \| \| 1er \| Rafał Majka \| Pologne \| Bora-Hansgrohe \| 10 \| \| 2e \| Bauke Mollema \| Pays-Bas \| Trek-Segafredo \| 8 \| \| 3e \| Magnus Cort Nielsen \| Danemark \| Astana \| 6 \| \| 4e \| Lilian Calmejane \| France \| Direct Énergie \| 4 \| \| 5e \| Michael Valgren \| Danemark \| Astana \| 2 \| \| 6e \| Domenico Pozzovivo \| Italie \| Bahrain-Merida \| 1 \| \| modifier \| \| \| \| \| |                     |          |                |          |
| Pic de Nore (km 140) 1re catégorie (12,3 km à 6,3%) |                     |          |                |          |
| | Coureur             | Pays     | Équipe         | Point(s) |
| 1er | Rafał Majka         | Pologne  | Bora-Hansgrohe | 10       |
| 2e | Bauke Mollema       | Pays-Bas | Trek-Segafredo | 8        |
| 3e | Magnus Cort Nielsen | Danemark | Astana         | 6        |
| 4e | Lilian Calmejane    | France   | Direct Énergie | 4        |
| 5e | Michael Valgren     | Danemark | Astana         | 2        |
| 6e | Domenico Pozzovivo  | Italie   | Bahrain-Merida | 1        |
| modifier |                     |          |                |          |

### Prix de la combativité
- Rafał Majka (Bora-Hansgrohe)

## Classements à l'issue de l'étape

### Classement général
| Classement général | Classement général | Classement général | Classement général | Classement général  |
|                    | Coureur            | Pays               | Équipe             | Temps               |
| ------------------ | ------------------ | ------------------ | ------------------ | ------------------- |
| 1er                | Geraint Thomas     | Royaume-Uni        | Sky                | en 62 h 49 min 47 s |
| 2e                 | Christopher Froome | Royaume-Uni        | Sky                | + 1 min 39 s        |
| 3e                 | Tom Dumoulin       | Pays-Bas           | Sunweb             | + 1 min 50 s        |
| 4e                 | Primož Roglič      | Slovénie           | Lotto NL-Jumbo     | + 2 min 38 s        |
| 5e                 | Romain Bardet      | France             | AG2R La Mondiale   | + 3 min 21 s        |
| 6e                 | Mikel Landa        | Espagne            | Movistar           | + 3 min 42 s        |
| 7e                 | Steven Kruijswijk  | Pays-Bas           | Lotto NL-Jumbo     | + 3 min 57 s        |
| 8e                 | Nairo Quintana     | Colombie           | Movistar           | + 4 min 23 s        |
| 9e                 | Jakob Fuglsang     | Danemark           | Astana             | + 6 min 14 s        |
| 10e                | Daniel Martin      | Irlande            | UAE Emirates       | + 6 min 54 s        |
| modifier           |                    |                    |                    |                     |

### Classement par points
| Classement par points | Classement par points | Classement par points | Classement par points | Classement par points |
| --------------------- | --------------------- | --------------------- | --------------------- | --------------------- |
|                       | Coureur               | Pays                  | Équipe                | Point(s)              |
| 1er                   | Peter Sagan           | Slovaquie             | Bora-Hansgrohe        | 452 points            |
| 2e                    | Alexander Kristoff    | Norvège               | UAE Emirates          | 170 pts               |
| 3e                    | Arnaud Démare         | France                | Groupama-FDJ          | 133 pts               |
| 4e                    | John Degenkolb        | Allemagne             | Trek-Segafredo        | 128 pts               |
| 5e                    | Greg Van Avermaet     | Belgique              | BMC Racing            | 115 pts               |
| 6e                    | Andrea Pasqualon      | Italie                | Wanty-Groupe Gobert   | 100 pts               |
| 7e                    | Julian Alaphilippe    | France                | Quick-Step Floors     | 89 pts                |
| 8e                    | Philippe Gilbert      | Belgique              | Quick-Step Floors     | 84 pts                |
| 9e                    | Sonny Colbrelli       | Italie                | Bahrain-Merida        | 76 pts                |
| 10e                   | Thomas De Gendt       | Belgique              | Lotto-Soudal          | 71 pts                |
| modifier              |                       |                       |                       |                       |

### Classement du meilleur jeune
| Classement général du meilleur jeune | Classement général du meilleur jeune | Classement général du meilleur jeune | Classement général du meilleur jeune | Classement général du meilleur jeune |
|                                      | Coureur                              | Pays                                 | Équipe                               | Temps                                |
| ------------------------------------ | ------------------------------------ | ------------------------------------ | ------------------------------------ | ------------------------------------ |
| 1er                                  | Pierre Latour                        | France                               | AG2R La Mondiale                     | en 63 h 7 min 15 s                   |
| 2e                                   | Guillaume Martin                     | France                               | Wanty-Groupe Gobert                  | + 2 min 27 s                         |
| 3e                                   | Egan Bernal                          | Colombie                             | Sky                                  | + 6 min 16 s                         |
| 4e                                   | Daniel Martínez                      | Colombie                             | EF Education First-Drapac            | + 26 min 45 s                        |
| 5e                                   | David Gaudu                          | France                               | Groupama-FDJ                         | + 39 min 23 s                        |
| 6e                                   | Stefan Küng                          | Suisse                               | BMC Racing                           | + 43 min 21 s                        |
| 7e                                   | Søren Kragh Andersen                 | Danemark                             | Sunweb                               | + 52 min 33 s                        |
| 8e                                   | Antwan Tolhoek                       | Pays-Bas                             | Lotto NL-Jumbo                       | + 1 h 2 min 44 s                     |
| 9e                                   | Magnus Cort Nielsen                  | Danemark                             | Astana                               | + 1 h 3 min 19 s                     |
| 10e                                  | Marc Soler                           | Espagne                              | Movistar                             | + 1 h 23 min 32 s                    |
| modifier                             |                                      |                                      |                                      |                                      |

### Classement du meilleur grimpeur
| Classement du meilleur grimpeur | Classement du meilleur grimpeur | Classement du meilleur grimpeur | Classement du meilleur grimpeur | Classement du meilleur grimpeur |
| ------------------------------- | ------------------------------- | ------------------------------- | ------------------------------- | ------------------------------- |
|                                 | Coureur                         | Pays                            | Équipe                          | Point(s)                        |
| 1er                             | Julian Alaphilippe              | France                          | Quick-Step Floors               | 92 points                       |
| 2e                              | Warren Barguil                  | France                          | Fortuneo-Samsic                 | 70 pts                          |
| 3e                              | Serge Pauwels                   | Belgique                        | Dimension Data                  | 66 pts                          |
| 4e                              | Geraint Thomas                  | Royaume-Uni                     | Sky                             | 30 pts                          |
| 5e                              | Rafał Majka                     | Pologne                         | Bora-Hansgrohe                  | 28 pts                          |
| 6e                              | David Gaudu                     | France                          | Groupama-FDJ                    | 25 pts                          |
| 7e                              | Pierre Rolland                  | France                          | EF Education First-Drapac       | 23 pts                          |
| 8e                              | Tom Dumoulin                    | Pays-Bas                        | Sunweb                          | 23 pts                          |
| 9e                              | Rudy Molard                     | France                          | Groupama-FDJ                    | 22 pts                          |
| 10e                             | Steven Kruijswijk               | Pays-Bas                        | Lotto NL-Jumbo                  | 20 pts                          |
| modifier                        |                                 |                                 |                                 |                                 |

### Classement par équipes
| Classement par équipes | Classement par équipes | Classement par équipes | Classement par équipes |
|                        | Équipe                 | Pays                   | Temps                  |
| ---------------------- | ---------------------- | ---------------------- | ---------------------- |
| 1re                    | Movistar               | Espagne                | en 188 h 47 min 32 s   |
| 2e                     | Bahrain-Merida         | Bahreïn                | + 7 min 10 s           |
| 3e                     | Sky                    | Royaume-Uni            | + 42 min 22 s          |
| 4e                     | Astana                 | Kazakhstan             | + 47 min 43 s          |
| 5e                     | Lotto NL-Jumbo         | Pays-Bas               | + 52 min 0 s           |
| 6e                     | Sunweb                 | Allemagne              | + 1 h 17 min 38 s      |
| 7e                     | BMC Racing             | États-Unis             | + 1 h 18 min 4 s       |
| 8e                     | Mitchelton-Scott       | Australie              | + 1 h 22 min 31 s      |
| 9e                     | AG2R La Mondiale       | France                 | + 1 h 29 min 19 s      |
| 10e                    | Quick-Step Floors      | Belgique               | + 1 h 35 min 25 s      |
| modifier               |                        |                        |                        |

## Abandon
5 -  Gianni Moscon (Sky) : Hors course,